# Paardenstaart (haardracht)

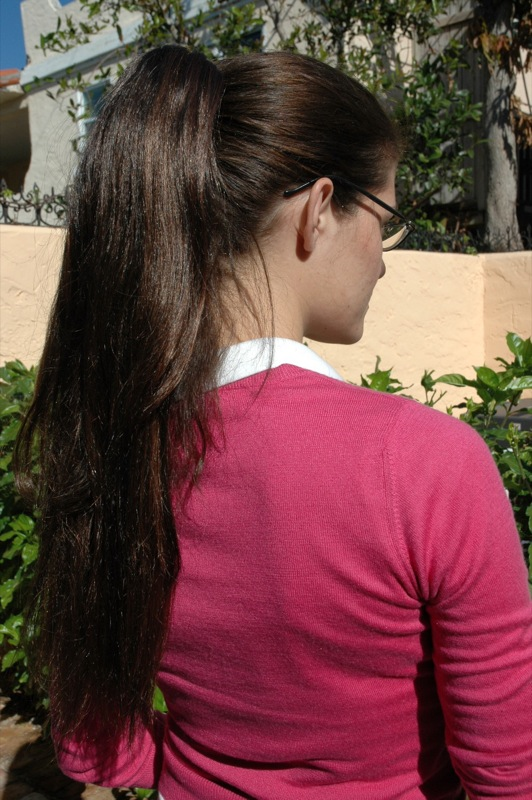
Paardenstaart

Een paardenstaart  is een haardracht waarbij lang haar achter op het hoofd met een elastiekje of lint bijeengebonden wordt, zodat het haar enige centimeters naar achter steekt en daarna naar beneden hangt. In een variatie wordt een lint gebruikt om het haar op te binden dat door het lint heen naar beneden valt.
De opvatting van paardenstaart kan afhankelijk van het milieu en tijdperk zeer aan mode onderhevig zijn: Soms wordt een paardenstaart als truttig of simpel ervaren, andere keren juist als sexy of stijlvol.
Een paardenstaart wordt vooral door vrouwen gedragen, in mindere mate door mannen, maar bij mannen met lang haar is het samen met los haar de meest voorkomende haardracht.

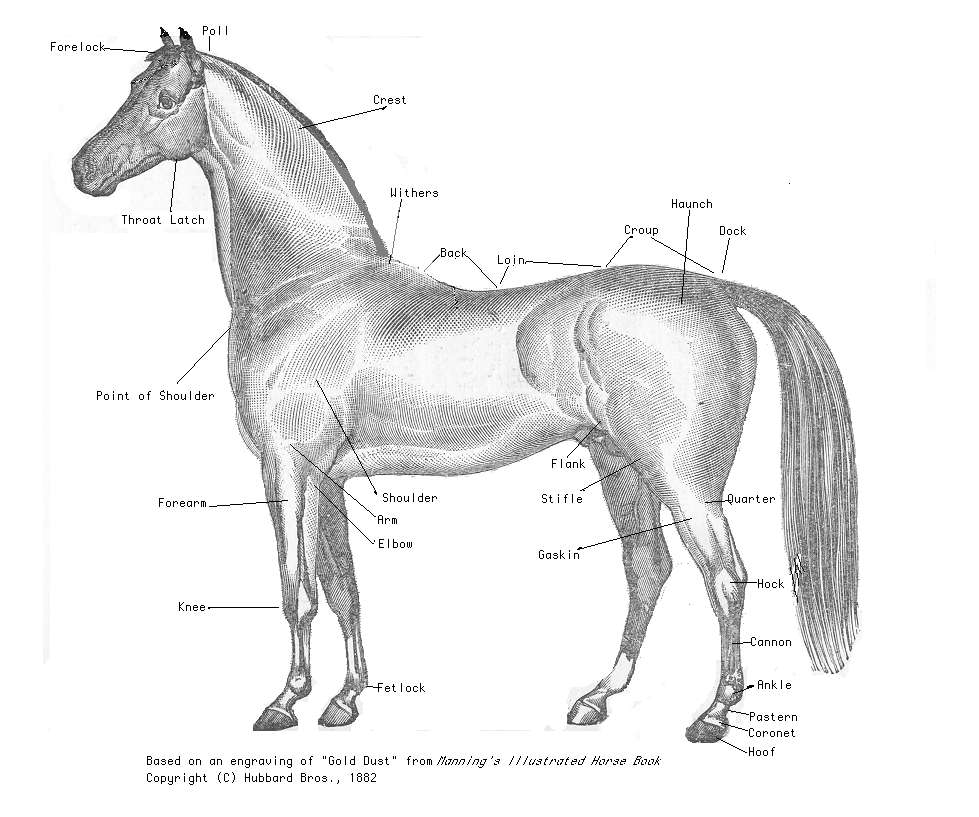
Een paardenstaart komt qua vorm overeen met de staart van een paard

## Haartooi in de Vroege Middeleeuwen
Ten tijde van de Franken, Bourgondiërs, Visigoten, Ostrogoten en vele ander Germaanse stammen, droegen zij hun haren in een paardenstaart of gevlochten haren. Alleen de prinsen en koningen droegen hun haren lang tot op de schouders. De koningen droegen meestal een baard, ter verduidelijking van hun koninklijke status. Ontharing door de vijand was voor hen een schande en vernedering.